# إيفان بينهيرو
إيفان بينهيرو (بالبرتغالية: Ivan Pinheiro) هو سياسي برازيلي، ولد في 1949 في ريو دي جانيرو في البرازيل.